# Intelligent Munitions System
Das Future Combat System Intelligent Munitions System (IMS) ist ein in Entwicklung befindliches System von unbemannten, ferngesteuerten tödlichen und nichttödlichen Sensoren mit integrierter Aufklärungskomponente. Es handelt sich um eine Art ferngesteuerter Minen.

## Systembeschreibung
Die Munition wird für folgende Einsatzarten entwickelt: 
- Gegnerische Kräfte isolieren
- Bekämpfung lohnender Ziele
- Lücken auf dem Schlachtfeld schließen
- Nichtkombattanten mit nichttödlicher Munition unter Kontrolle halten

Die Munition soll kein dauerhaftes Risiko darstellen, da sie sich nach einiger Zeit oder auf Befehl selbst zerstören soll. Außerdem wird jede Mine durch einen rückwärtigen Operator gesteuert und ausgelöst.
Anfang 2007 wurde die Entwicklung im Rahmen des FCS eingestellt. Die Privatwirtschaft verfolgt sie jedoch weiter.